# Демонако, Джеймс
Джеймс Демонако (англ. James DeMonaco; род. 12 октября 1969) — американский кинорежиссёр, сценарист и кинопродюсер. Наиболее известен как создатель франшизы «Судная ночь». Является автором сценария всех пяти фильмов серии и режиссёром первых трёх: «Судная ночь» (2013), «Судная ночь 2» (2014) и «Судная ночь 3» (2016).

## Карьера
Демонако родился в Нью-Йорке, в итальянской семье, и вырос в Бруклине и на Стейтен-Айленде. Он провел восемь лет в Париже, что побудило его взглянуть на жизнь «под другим углом» после того, как он увидел разницу в отношении к оружию и насилию в Париже по сравнению с Нью-Йорком. 
Его первой успешной работой стал сценарий комедии «Джек» (1996) режиссёра Фрэнсиса Форда Копполы и с Робин Уильямсом в главной роли.
В 2009 году впервые сел в режиссёрское кресло фильма «Стейтен Айленд», который имел скромный финансовый успех.

## Личная жизнь
Однажды Демонако и его жена, врач по профессии, чуть не погибли в автокатастрофе из-за пьяного водителя в Бруклине. В гневе его жена сказала: «Я бы хотела, чтобы у всех нас было одно бесплатное убийство в год», что вдохновило Демонако на создание киносерии «Судная ночь». 

## Фильмография
| Год  |   | Русское название          | Оригинальное название  | Роль                |
| ---- | - | ------------------------- | ---------------------- | ------------------- |
| 1996 | ф | Джек                      | Jack                   | сценарист           |
| 1998 | ф | Переговорщик              | The Negotiator         | сценарист           |
| 2005 | ф | Нападение на 13-й участок | Assault on Precinct 13 | сценарист           |
| 2006 | ф | Волки-оборотни            | Skinwalkers            | сценарист           |
| 2009 | ф | Стейтен Айленд            | Staten Island          | режиссёрский дебют  |
| 2013 | ф | Судная ночь               | The Purge              | сценарист, режиссёр |
| 2014 | ф | Судная ночь 2             | The Purge: Anarchy     | сценарист, режиссёр |
| 2016 | ф | Судная ночь 3             | The Purge 3            | сценарист, режиссёр |
| 2018 | ф | Судная ночь. Начало       | The First Purge        | сценарист, продюсер |
| 2021 | ф | Судная ночь навсегда      | The Forever Purge      | сценарист, продюсер |
| 2021 | ф | Этой ночью                | This Is the Night      | сценарист, режиссёр |